# Pierre Idjouadiene
Pierre Idjouadiene, né le 6 janvier 1996, est un coureur cycliste français.

## Biographie

### Carrière amateur
En 2014, Pierre Idjouadiene termine notamment troisième du championnat d'Europe sur route et du Tour d'Istrie, sous les couleurs de l'équipe de France. Il intègre ensuite en 2015 le CC Étupes, pour ses débuts espoirs (moins de 23 ans). 
Lors de la saison 2017, il s'illustre en obtenant sept victoires et de nombreuses places d'honneur chez les amateurs. De nouveau sélectionné en équipe en France, il remporte la course en ligne des Jeux de la Francophonie,. Il se fait par ailleurs remarquer au niveau professionnel en terminant treizième du Tour du Doubs, tout en s'adjugeant le classement des sprints intermédiaires.

### Carrière professionnelle
Ses bons résultats lui permettent de passer professionnel en 2018 au sein de l'équipe continentale Roubaix Lille Métropole. Il réalise ses débuts lors du Grand Prix d'ouverture La Marseillaise. Au mois de mars, il se classe quatrième du Grand Prix de Lillers-Souvenir Bruno Comini. En mai, échappé à de nombreuses reprises, il termine meilleur grimpeur des Quatre Jours de Dunkerque. Fin mai, lors du week-end breton de la Coupe de France, il réalise deux tops 30, sur le Grand Prix de Plumelec-Morbihan (19e) et aux Boucles de l'Aulne (25e). Il enchaîne par les Boucles de la Mayenne, desquelles il prend la 22e place au classement général. En juin, il décroche une 14e place d'étape sur la Route d'Occitanie et termine 7e de Paris-Chauny. En fin de saison, il décroche de nouvelles places sur le Tours du Doubs (18e) et Paris-Bourges (15e).
Pour son deuxième exercice chez les professionnels, la Bretagne lui sourit de nouveau, 17e du Tro Bro Léon. Mi-mai, il conclut la première étape des Quatre Jours de Dunkerque à la 11e position. Il enchaîne les places au cœur de l'été, 19e du GP Cerami, 18e d'étape sur le Tour de Wallonie, 20e de la Polynormande, 12e du général du Tour du Limousin avec une 4e place d'étape à la clé ou encore 13e d'étape sur le Tour Poitou-Charentes en Nouvelle-Aquitaine. En septembre, il confirme cette belle forme sur le Tour du Doubs (12e) puis sur le GP de Wallonie (13e).
Il met un terme à sa carrière de coureur à l'issue de la saison 2020.

## Palmarès
| - 2013 - 3e du Tour du Morbihan Juniors - 2014 - 3e du Tour d'Istrie - Médaillé de bronze du championnat d'Europe sur route juniors - 2016 - Prix des Vallons de Schweighouse - 2e du Tour du Pays Naborien - 3e du Circuit des Quatre Cantons - 3e du Grand Prix du Pays de Montbéliard | - 2017 - Circuit des Quatre Cantons - Critérium du Printemps - Classement général du Tour de la Mirabelle - Prix de Jura Nord à Fraisans - Course en ligne des Jeux de la Francophonie - Prix de Saint-Amour - Classique Bourgogne-Franche-Comté |  |

## Classements mondiaux
| Année           | 2017   |
| --------------- | ------ |
| UCI Europe Tour | 1 490e |